# Estadio Municipal Antonio Lorenzo Cuevas
Estadio Municipal Antonio Lorenzo Cuevas (do 23 lutego 2019 Estadio Municipal de Marbella) – wielofunkcyjny stadion w Marbelli (Hiszpania), umożliwiający rozgrywanie meczów piłki nożnej, rugby union oraz zawodów lekkoatletycznych, a także przeprowadzanie imprez artystycznych.

## Obiekt
Stadion został wybudowany w 1975 r. kosztem 75 milionów peset, a początkowo jego patronem był frankistowski minister José Utrera Molina. 23 lutego 2019 nadano mu imię Antonio Lorenzo Cuevasa (sportowca pochodzącego z Marbelli). Boisko o wymiarach 100 na 65 metrów pokrywa naturalna murawa bermuda 340. Okala je pięciotorowa tartanowa bieżnia lekkoatletyczna o długości 375 metrów. Na trybunach może zasiąść 7300 widzów. Infrastrukturę dopełniają pomieszczenia dla mediów oraz pokoje medyczny i antydopingowy.

## Sport
Domowy obiekt Marbella FC, a wcześniej CA Marbella. Rozgrywany był na nim również Trofeo Ciudad de Marbella. W czerwcu 2013 r. gościł jeden z turniejów żeńskich ME w rugby 7.

## Koncerty
Na stadionie koncertowali m.in.: Amaral, Queen, Michael Jackson, Dire Straits i Prince, odbywał się na nim również doroczny Marbella Reggae Festival.